# Diego Lacamoire
Diego Javier Lacamoire (* 9. Mai 1998 in Mar del Plata) ist ein argentinischer Mittelstreckenläufer, der gelegentlich auch im Hindernislauf an den Start geht. 2023 wurde er Südamerikameister über 1500 Meter.

## Sportliche Laufbahn
Erste Erfahrungen bei internationalen Meisterschaften sammelte Diego Lacamoire im Jahr 2017, als er bei den U20-Südamerikameisterschaften in Leonora im 3000-Meter-Hindernislauf in 9:53,40 min den vierten Platz belegte. Im Jahr darauf klassierte er sich bei den U23-Südamerikameisterschaften in Cuenca in 4:07,30 min auf dem achten Platz über 1500 Meter und wurde im 800-Meter-Lauf in 1:56,54 min Neunter. 2019 gewann er bei den Südamerikameisterschaften in Lima in 3:55,15 min die Silbermedaille im 1500-Meter-Lauf hinter dem Venezolaner Lucirio Antonio Garrido und erreichte über 800 Meter in 1:49,77 min Rang sieben. Über 1500 Meter qualifizierte er sich damit für die Panamerikanischen Spiele ebendort, bei denen er in 3:45,36 min auf den neunten Platz gelangte. 2020 wurde er bei den erstmals ausgetragenen Hallensüdamerikameisterschaften in Cochabamba in 2:00,82 min Sechster über 800 Meter und konnte seinen Lauf über 1500 Meter nicht beenden. 2021 belegte er bei den Südamerikameisterschaften in Guayaquil in 3:44,17 min den fünften Platz im 1500-Meter-Lauf und konnte seinen Finallauf über 1500 Meter nicht beenden. Im Jahr darauf belegte er bei den Ibero-Amerikanischen Meisterschaften in La Nucia in 1:48,19 min den siebten Platz über 800 Meter und im Oktober wurde er bei den Südamerikaspielen in Asunción in 1:52,44 min ebenfalls Siebter.
2023 siegte er in 3:47,99 min über 1500 Meter bei den Südamerikameisterschaften in São Paulo. Anschließend schied er bei den Weltmeisterschaften in Budapest mit 3:38,92 min im Vorlauf aus. Im November gelangte er bei den Panamerikanischen Spielen in Santiago de Chile mit 3:40,67 min auf den siebten Platz über 1500 Meter und wurde mit der 4-mal-400-Meter-Staffel in 3:15,69 min Achter. Im Jahr darauf gelangte er bei den Ibero-Amerikanischen Meisterschaften in Cuiabá mit 3:49,31 min auf Rang zehn. 2025 verteidigte er bei den Südamerikameisterschaften in Mar del Plata in 3:41,34 min seinen Titel über 1500 Meter.
In den Jahren 2019 und 2020 sowie von 2023 bis 2025 wurde Lacamoire argentinischer Meister 1500-Meter-Lauf sowie 2019 und 2022 auch über 800 Meter.

## Persönliche Bestzeiten
- 800 Meter: 1:48,19 min, 22. Mai 2022 in La Nucia
  - 800 Meter (Halle): 2:00,82 min, 2. Februar 2020 in Cochabamba
- 1500 Meter: 3:38,92 min, 19. August 2023 in Budapest
- 3000 m Hindernis: 9:25,75 min, 5. November 2017 in Santa Fe